# ريتشارد فليكنو
ريتشارد فلكنو (بالإنجليزية: Richard Flecknoe)‏ (مواليد 1600 - 1678) كان عالمًا مسرحيًا وشاعرًا وموسيقيًا. يذكر أنه صنع هاجسًا بواسطة أندرو مارفل عام 1681 وجون درايدن في ماك فليكنو عام 1682.